# エフゲニー・レオーノフ
エフゲニー・パーヴロヴィッチ・レオーノフ（露: Евге́ний Па́влович Лео́нов、英: Yevgeny Pavlovich Leonov、ィエフギェーニー・パーヴロヴィッチ・レィオーノフ、1926年9月2日 - 1994年1月29日）は、ソ連およびロシアの俳優・声優である。

## 概要

### 来歴
1926年にモスクワで航空機エンジニアの父パーヴェルと専業主婦の母アンナとの間の次男として生まれる。第二次世界大戦が始まるとナチスの侵攻により学校での勉強を中断せざるをえなくなる。航空業界で働くことになったレオーノフは、モスクワ航空技術学校で学ぶことになるが、学校でのクラブ活動でアマチュア演劇に触れたことをきっかけに1943年にプロの俳優となることを決心する。モスクワの劇団の入団試験を突破して演劇クラスの生徒となり、昼は工場で働き、夜は演技を学ぶ生活を続け、1947年に俳優として卒業する。
しかし、なかなか役がつかず、映画のエキストラで食い繋ぐ状態が続く。1949年に端役で映画デビュー、1950年代半ばから徐々に大きな役がつくようになる。1960年代からは声優としても活動するようになり、1970年代になると、脇役だけでなく、特にコメディ映画で主役も務めるようになり、ソビエト連邦および後のロシアを代表するコメディ俳優の1人となる。
1994年に心筋梗塞で死去。

### 私生活
妻ストイロヴァ・ヴァンダ・ヴラディミロヴナとの間に生まれた1人息子アンドレイ・レオーノフは俳優となる。
ロシアの風景画や家具・骨董品などの美術品収集家としても知られ、モスクワの自宅は美術館のようだった。

## フィルモグラフィー

### 出演作品
- 1963年 - トロイカ Крепостная актриса
- 1965年 - 33 Тридцать три
- 1969年 - ヴィンニー＝プーフ Винни-Пух 　※アニメ映画
- 1970年 - チャイコフスキー Чайковский
- 1971年 - 幸運の紳士たち Джентльмены удачи
- 1975年 - アフォーニャ Афоня
- 1977年 - ミミノ Мимино
- 1979年 - 秋のマラソン Осенний марафон
- 1986年 -  不思議惑星キン・ザ・ザ Кин-дза-дза!